# Щепанково (Ілавський повіт)
Щепанково (пол. Szczepankowo, нім. Stephansdorf) — село в Польщі, у гміні Любава Ілавського повіту Вармінсько-Мазурського воєводства.
Населення — 298 осіб (2011).
У 1975-1998 роках село належало до Ольштинського воєводства.

## Демографія
Демографічна структура станом на 31 березня 2011 року:
|          | Загалом | Допрацездатний вік | Працездатний вік | Постпрацездатний вік |
| -------- | ------- | ------------------ | ---------------- | -------------------- |
| Чоловіки | 154     | 43                 | 105              | 6                    |
| Жінки    | 144     | 43                 | 85               | 16                   |
| Разом    | 298     | 86                 | 190              | 22                   |